# Rouxmesnil-Bouteilles
Rouxmesnil-Bouteilles là một xã thuộc tỉnh Seine-Maritime trong vùng Normandie miền bắc nước Pháp.

## Dân số
| 1962                                 | 1968 | 1975 | 1982 | 1990 | 1999 | 2006 |
| ------------------------------------ | ---- | ---- | ---- | ---- | ---- | ---- |
| 783                                  | 868  | 1005 | 1129 | 1686 | 1774 | 1890 |
| Từ năm 1962: Dân số không tính trùng |      |      |      |      |      |      |